# Loboparius drumonti
Loboparius drumonti är en skalbaggsart som beskrevs av Rakovic och Mencl 2010. Loboparius drumonti ingår i släktet Loboparius och familjen Aphodiidae. Inga underarter finns listade i Catalogue of Life.